# Balta crassivenosa
Balta crassivenosa es una especie de cucaracha del género Balta, familia Ectobiidae.

## Distribución
Esta especie se encuentra en islas Mascareñas.